# کوه مورومبالا
کوه مورومبالا (به لاتین: Mount Morrumbala) یک کوه در موزامبیک است که در موزامبیک واقع شده‌است. کوه مورومبالا ۱٬۱۷۲ متر بالاتر از سطح دریا واقع شده‌است.